# Геннадий (архиепископ Новгородский)
Архиепи́скоп Генна́дий (в схиме — Галактио́н, предположительное прозвище (фамилия) — Гонзо́в; ок. 1410, Москва, Великое княжество Московское — 4 декабря 1505, там же) — епископ Русской православной церкви. Архиепископ Новгородский и Псковский с 12 декабря 1484 по 26 июня 1504 года; организатор первого полного перевода Библии на церковнославянский язык, автор «Посланий».
Почитается как святитель, память совершается (по юлианскому календарю): 10 февраля (Собор святителей Новгородских), 4 (17) декабря, в 3-ю неделю по Пятидесятнице (Собор Новгородских святых), в воскресенье перед 26 августа (Собор Московских святых), в субботу между 31 октября и 6 ноября (Собор Карельских святых).

## Биография
Вероятно, происходил из московского боярского рода Гонзовых.
В 1470-х — начале 1480-х был архимандритом московского Чудова монастыря.
12 декабря 1484 года рукоположён во епископа Новгородского и Псковского с возведением в сан архиепископа.
В спорах между Иваном III и митрополитом Московским Геронтием поддерживал великого князя. В наказание в 1479 году был брошен Геронтием в ледник, откуда выпущен по приказу великого князя.
В 1484 году был назначен новгородским архиепископом для проведения промосковской политики в недавно присоединённом Новгороде. Вскоре вступил в конфликт с великим князем из-за земельных владений архиепископской кафедры.
Вместе с Иосифом Волоцким вёл борьбу против ереси жидовствующих, пользовавшейся до начала XVI века покровительством великокняжеского двора. Геннадий, настаивая на казни еретиков, писал в 1490 году московскому митрополиту Зосиме: «Смотри, франки по своей вере какую крепость держат! Сказывал мне при проезде через Новгород посол цесарский про шпанского короля, как он свою землю очистил, и я с тех речей и список тебе послал». Геннадий советовал митрополиту Зосиме поставить деятельность «шпанского короля» Фердинанда и испанских инквизиторов в пример Ивану III. После осуждения и анафемы им на Поместном соборе 1490, еретиков били кнутом, а затем отослали к новгородскому епископу. Геннадий устроил еретикам позорный въезд в Новгород. За 40 километров от города их посадили в шутовской одежде на коней «хребтом к глазам конским», то есть задом наперед, на головы им надели берестяные шлемы с надписью «Се есть сатанино воинство» и в таком виде возили по городу. В заключение на их головах были сожжены берестяные шлемы. Некоторых еретиков, как рассказывает летопись, по требованию Геннадия сожгли на Духовском поле, а других он послал в заточение.
В 1492 году архиепископ Новгородский Геннадий уступил Пермской епархии Вологду.
Геннадий покровительствовал Корнилию Комельскому и навещал его в пустыни, когда тот жил рядом с Новгородом.
На Соборе 1503 года в Москве, совместно с Иосифом Волоцким, решительно воспротивился планам Ивана III упразднить монастырское землевладение.
В 1504 году ему и его сподвижникам удалось добиться полного осуждения еретиков; но сам Геннадий в июне того же года, по воле великого князя, был смещён с кафедры и умер в опале.
Скончался 4 декабря 1505 года в Чудовом монастыре; погребён на месте, где прежде лежало тело святителя Алексия до обретения его мощей.

## Сочинения
Творчество представлено в основном его посланиями, написанными в 1480-х — начале 1490-х годов; большинство этих посланий имеет целью убедить Московского митрополита в необходимости решительно и беспощадно расправиться с еретиками.
При посредничестве дипломата Юрия Траханиота приказал записать со слов германского имперского посла и отослать в Москву «Речи посла цесарева» об учрежденной в Испании инквизиции.
В послании митрополиту Симону ратовал за создание училищ для духовенства. Послания написаны разговорным языком, с просторечными оборотами и введением прямой речи упоминаемых в посланиях лиц.
В состав литературного кружка, собравшегося вокруг Геннадия в Новгороде, входили дьякон Герасим Поповка, его брат, переводчик и дипломат Дмитрий Герасимов, сподвижники великой княгини Софии Палеолог: братья Юрий и Дмитрий Траханиотовы и монах-доминиканец Вениамин.
При дворе Геннадия было написано «Слово кратко» в защиту церковных имуществ (первоначальное название — «Събрание на лихоимцев»), введение к Пасхалии, рассуждение «О летах седмыя тысячи», сделан ряд переводов и составлен первый в России полный библейский кодекс — «Геннадиевская Библия» (1499).

## Почитание
3 февраля 2016 года решением Архиерейского собора Русской православной церкви был канонизирован для общецерковного почитания в числе других подвижников, которые почитались, но не были прославлены общецерковно.